# Anatole Fistoulari
Anatole Fistoulari (Kiev, 20 août 1907 – Londres, 21 août 1995) est un des grands chefs d'orchestre britanniques du XXe siècle.

## Biographie
Anatole Fistoulari naît au sein d'une famille de musiciens russes : son père, le chef d'orchestre Gregor Fistoulari, avait étudié avec Rimsky-Korsakov et Anton Rubinstein. Instruit par son père, Anatole dirige pour la première fois un orchestre à seulement huit ans, où il interprète une œuvre complexe de mémoire : la Sixième symphonie, Pathétique, de Tchaïkovski à l'opéra de Kiev. Puis il dirige à travers la Russie. Sa carrière se développe en dehors de l'Union soviétique ; dès 1920, il voyage en Roumanie et en Allemagne : à treize ans, il dirige notamment à Berlin, Hambourg et Dresde. Puis il s'installe à Paris où en 1933, sa première mission est de diriger pendant plusieurs saisons le Grand Opéra russe de Paris, dont le prestige tenait principalement à la basse Fédor Chaliapine au Théâtre du Châtelet. En 1937, il commence à collaborer avec les Ballets russes de Léonide Massine à Monte-Carlo, et avec qui il mène une tournée à travers l'Europe et l'Amérique. En 1939, il s'engage dans l'armée française, puis après l'armistice, s'enfuit en Angleterre où il s'installe. En 1943, il épouse l'artiste Anna Mahler (une des filles du compositeur) et est nommé directeur musical de l'Orchestre philharmonique de Londres. Il est naturalisé en 1948. Sa carrière est étroitement liée à la Grande-Bretagne et à cet orchestre, avec qui il réalise des tournées hors du Royaume-Uni. Il est invité au MET en 1955 et effectue une tournée en URSS avec le Philharmonique de Londres. Après son divorce, il se remarie avec la violoniste Elizabeth Lockhart en 1956.

## Répertoire et discographie
Spécialiste dans l'interprétation de musique de ballet, ses enregistrements pour Mercury Records lui ont donné prestige et popularité. Parmi eux, notons ses réalisations de Sylvia de Léo Delibes, Giselle d'Adolphe Adam, La Belle au bois dormant de Tchaïkovski et de diverses œuvres de Aram Khatchatourian.
En dehors du ballet, on retient sa version des Rhapsodies hongroises de Franz Liszt, ainsi que son travail d'accompagnement de grands solistes, tant vocaux (avec les sopranos Inge Borkh ou Victoria de los Ángeles, ou la basse Boris Christoff) qu'instrumentaux, avec qui il a enregistré les grands concertos du répertoire romantique et post romantique. Ainsi, il a gravé d'importantes interprétations avec des pianistes comme Edwin Fischer, Vladimir Ashkenazy, Clifford Curzon, Wilhelm Kempff, Earl Wild et Shura Cherkassky ou les violonistes Ruggiero Ricci, Yehudi Menuhin et Nathan Milstein.